# イン・ジ・アース
『イン・ジ・アース』（原題:In the Earth）は2021年に公開されたアメリカ合衆国・イギリスのホラー映画である。監督はベン・ウィートリー、主演はジョエル・フライが務めた。本作は日本国内で劇場公開されなかったが、Netflixでの配信が行われている。

## ストーリー
人間に重篤な症状をもたらす新型の感染症が現れてからというもの、人類は生き延びるための方法を必死で探し求めていた。そんな状況下で、科学者のマーティン・ロウリーはブリストル郊外にある研究施設へ赴くよう命じられた。当該施設は肥沃な森林地帯のど真ん中にあり、オリヴィア・ウェンドル博士―彼女はマーティンの元恋人でもあった―が食糧生産に関する研究を行っていた。彼女の研究の進み具合は思わしくなかったようで、しかも、ある日を境に一切の連絡が途絶えたのだという。一抹の不安を覚えながらも、マーティンは案内人（アルマ）を連れて森の中へと分け入っていった。
翌日の夜、マーティンは腕にリング状の奇妙な発疹が出ていることに気がついたが、それを気にしている余裕はなかった。というのも、2人のキャンプが何者かに襲撃され、装備の大半が破壊・強奪されてしまったのである。裸足での移動を強いられたマーティンは足に深い傷を負ったが、アルマの力を借りて応急措置を施し、目的地の近くまで何とか辿り着くことができた。そこで2人は森の中で暮らしているという男性（ザック）に声をかけられた。ザックは2人に食料・装備の提供とマーティンが負った傷の消毒・縫合を申し出てくれた。ザックの厚意に甘えた2人だったが、特製のドリンクを飲んだ途端、急に意識が遠のいていくのを感じた。
意識を取り戻したマーティンは腕に奇妙なシンボルが彫りつけられているのに気がついた。ザックは「そのシンボルは森におられる偉大な存在に見てもらうためのものだ」「古代の魔術師がこの森にある立て石にもてる魔力の全てを注ぎ込んだという。オリヴィアはその力を利用しようとしたが、あれはただ崇拝すべきものだ。俺が森にやって来た奴らを犠牲として捧げているのも、魔術師に対する敬意の表れだ」などと説明してきたが、マーティンには狂気の沙汰としか思えなかった。
ほどなくして、自力で脱出してきたアルマがマーティンを助けにやって来た。怒ったザックはアルマに矢を放ち、斧でマーティンを追い回した。マーティンとザックがオリヴィアの残した装備を挟んで対峙していると、突然機械が作動した。周囲の木々に向かって閃光が発せられた途端、2人は幻覚の世界に囚われていった。それでもなお、マーティンは何とかその場を離れることに成功し、立て石がある場所にたどり着いた。マーティンはそこにいたオリヴィアによって助けられ、アルマの方も自力でオリヴィアのキャンプにやって来た。
翌朝、オリヴィアはマーティンに自らの計画の全貌を語り始めた。実験の成果が一向に上がらず焦っていた頃、オリヴィアは『魔女の槌』という17世紀の魔術書を発見したのだという。そこには光と音を使って立て石とコミュニケーションをとる方法が記されており、オリヴィアはザックの協力を得てそれを実践しようとしたのであった。オリヴィアには「立て石の周囲の菌根ネットワークは今まで見てきたものの中で最も強固なものである。このネットワークは数マイルにもわたって広がっているが、魔術書に書かれている儀式を利用すれば、このネットワークをイギリス中に広げられるはずだ」という確信があったのである。ところが、実験を繰り返す中で、ザックが正気を失ってしまったのだという。オリヴィアはマーティンに実験への協力を求めてきたが、アルマはどうにも彼女を信用することができなかった。そして、このアルマの直感は最悪な形で的中することになった。

## キャスト
※括弧内は日本語吹替。
- マーティン・ロウリー：ジョエル・フライ（最上嗣生）
- アルマ：エローラ・トーチア（清水はる香）
- オリヴィア・ウェンドル博士：ヘイリー・スクワイアーズ（高橋理恵子）
- ザック：リース・シェアスミス（宮内敦士）
- ジェームズ：ジョン・ホリングワース（小椋毅）
- フランク：マーク・モネロ（藤井隼）

日本語吹替版制作スタッフ
演出：鍛治谷功、翻訳：福浦正泰、音響：鈴木修二、制作：Iyuno Japan

## 製作・音楽
2020年8月、イギリスでは新型コロナウイルスの感染拡大に伴うロックダウンが行われていた。そんな状況下にも拘わらず、ベン・ウィートリー監督は新作ホラー映画の撮影を敢行し、たったの15日で全ての撮影を終えた。11月6日、ジョエル・フライ、エローラ・トーチア、ヘイリー・スクワイアーズ、リース・シェアスミスがキャスト入りした。12月16日、クリント・マンセルが本作で使用される楽曲を手掛けるとの報道があった。2021年4月16日、レイクショア・レコーズが本作のサウンドトラックを発売した。

## 公開・興行収入
2021年1月29日、本作はサンダンス映画祭でプレミア上映された。3月26日、本作のオフィシャル・トレイラーが公開された。4月16日、本作は全米547館で封切られ、公開初週末に50万5723ドルを稼ぎ出し、週末興行収入ランキング初登場8位となった。

## 評価
本作は批評家から好意的に評価されている。映画批評集積サイトのRotten Tomatoesには126件のレビューがあり、批評家支持率は76%、平均点は10点満点で6.7点となっている。サイト側による批評家の見解の要約は「『イン・ジ・アース』は随所にホラー要素が散りばめられた陰鬱なホラー映画であり、人類が直面するパンデミックへの恐怖を深く洞察した作品でもある」となっている。また、Metacriticには29件のレビューがあり、加重平均値は60/100となっている。